# La casa de agua
La casa de agua é um filme de drama venezuelano de 1983 dirigido e escrito por Jacobo Penzo. Foi selecionado como representante da Venezuela à edição do Oscar 1984, organizada pela Academia de Artes e Ciências Cinematográficas.

## Elenco
- Franklin Vírgüez - Cruz Elías Salmerón Acosta